# 1. ljudska skupščina Ljudske republike Slovenije
1. ljudska skupščina Ljudske republike Slovenije je bila ljudska skupščina Ljudske republike Slovenije, ki je delovala med letoma 1947 in 1950.

## Člani
Skupščino je sestavljalo 120 poslancev.
| - Marjan Ahčin - Anton Alič - Viktor Avbelj - Jaka Avšič - Pavle Baloh - Niko Belopavlovič - Franc Belšak - Bela Berglez/Brglez? - Mara Bešter - Anton Blejc - Rozika Bohinc - Ivan Bratko - Marijan Brecelj - Tomo Brejc - Jože Brilej - Alojz Colarič - Franc Černe - Jakob Dernač - Alojz Diacci - Anton Dolinšek - Franc Dragan - Ivan Fajdiga - Tone Fajfar - Franc Furlan - Milica Gabrovec - Martin Greif - Jože Gričar - Franc Hojnik - Franc Hribar - Rudi Hribar - Rudolf Hribernik - Anton Ingolič - Božidar Jakac - Niko Jakovčič - Rudolf Janko - Jože Jurač - Miha Kambič - Edvard Kardelj - Stane Kavčič - Boris Kidrič (zamenjala ga je žena) - Zdenka Kidrič (zamenjala moža) - Franc Kimovec-Žiga - Jože Klaiderman - Jože Klarič - Vinko Knol - Edvard Kocbek - Anton Korošak - Miran Košmelj - Slavko Kovačič - Ferdo Kozak - Lado Kozak - Sergej Kraigher - Boris Kraigher - Ivo Krevs - Maks Krmelj - Anton Kržišnik - Dušan Kveder - Jože Lampret - Božidar Lavrič - Miloš Ledinek | - Franc Leskošek - Alojz Lešnik - Jože Levstik - Franc Lubej - Ivan Maček - Leopold Maček - Nace Majcen - Matija Maležič - Miha Marinko - Anton Melik - Heli Modic - Franc Mojškerc - Angela Ocepek - Ivan Ocvirk - Bogdan Osolnik - Rado Pehaček - Jože Petejan - Jože Pokorn - Zoran Polič - France Popit - Janez Por - Stane Potočar - Miha Potočnik - Jože Potrč - Karel Reberšek - Alojz Ribič - Josip (Jože) Rus - Janko Sekirnik - Stane Semič - Franc Simonič - Peter Stante - Andrej Stegnar - Ivo Svetina - Ivan Šelih - Lidija Šentjurc - Jože Šiftar - Franc Šiško - Karel Šterban - Stanko Štor - Karel Štrukelj - Vinko Šumrada - Franc Tavčar - Tone Toman - Mira Tomšič - Vida Tomšič - Ivan Trojar - Tone Ulrih - Milan Venišnik - Andrej Verbič - Josip Vidmar - Janez Vipotnik - Olga Vrabič - Alojz Vrhovec - Franc Zalaznik - Franc Zavasnik - Boris Ziherl - Edo Zorko - Anton Zupan - Tone Zupančič - Oton Župančič |

## Odbori
- Zakonodajni odbor
- Odbor za gospodarski načrt in finance
- Mandatno-imunitetni odbor
- Administrativni odbor
- Odbor za prošnje in pritožbe